# 瓦尔廷
瓦尔廷是德国巴伐利亚州的一个市镇。总面积39.75平方公里，总人口2357人，其中男性1222人，女性1135人（2011年12月31日），人口密度59人/平方公里。